# Horst-Rüdiger Schlöske
Horst-Rüdiger Schlöske (ur. 1 stycznia 1946 w Berlinie) – niemiecki lekkoatleta, sprinter, mistrz Europy z 1971. W czasie swojej kariery reprezentował RFN.
Urodził się jako Horst-Rüdiger Pfau. W 1968 został zaadoptowany przez trenera lekkoatletycznego i olimpijczyka z 1928 Hermanna Schlöske i przybrał jego nazwisko.
Specjalizował się w biegu na 400 metrów. Zdobył brązowy medal w sztafecie 4 × 400 metrów (która biegła w składzie: Schlöske, Ingo Röper, Gerhard Hennige i Martin Jellinghaus) na mistrzostwach Europy w 1969 w Atenach.
Zwyciężył w sztafecie 4 × 400 metrów (w składzie: Schlöske, Thomas Jordan, Jellinghaus i Hermann Köhler) na mistrzostwach Europy w 1971 w Helsinkach.
Na igrzyskach olimpijskich w 1972 w Monachium zajął 5. miejsce w finale biegu na 400 metrów, a sztafeta RFN 4 × 400 metrów w składzie: Bernd Herrmann, Schlöske, Köhler i Karl Honz zajęła 4. miejsce. Zdobył srebrny medal w sztafecie 4 × 400 metrów (w składzie: Köhler, Schlöske, Honz i Rolf Ziegler) na mistrzostwach Europy w 1974 w Rzymie, a w biegu na 400 metrów odpadł w półfinale.
Był wicemistrzem RFN w biegu na 400 metrów w 1969, 1973 i 1975 oraz brązowym medalistą w tej konkurencji w 1970 i 1974 i w biegu n 200 metrów w 1969 i 1973. Był również brązowym medalistą RFN w hali na 400 metrów w 1970.
Jego rekord życiowy na 400 metrów wynosił 45,27 s (1972).